# Laurent D'Jaffo
Laurent D'Jaffo (Bazas, 5 novembre 1970) è un ex calciatore beninese, di ruolo attaccante.

## Carriera

### Club
Ha cominciato a giocare in Francia, al Montpellier. Nel 1995 si è trasferito al Niort. Nel gennaio 1997 è stato acquistato dal Red Star. Nell'estate 1997 si è trasferito in Scozia, all'Ayr Utd. Dopo una buona stagione, nel 1998 è passato al Bury, club inglese. Nell'estate 1999 è stato acquistato dallo Stockport County. Nel gennaio 2000 è passato al Sheffield Utd. Nella stagione 2002-2003 torna a giocare in Scozia, all'Aberdeen. Ha giocato la sua ultima stagione (2003-2004) in Inghilterra, al Mansfield Town.

### Nazionale
Ha debuttato in Nazionale l'8 settembre 2002, in Benin-Tanzania (4-0). Ha partecipato, con la Nazionale, alla Coppa d'Africa 2004. Ha collezionato in totale, con la maglia della Nazionale, 6 presenze.